# 마침내 시인이여
《마침내 시인이여》는 신경림·이시영이 17인의 신작 시를 묶어 1984년 창작과비평사에서 펴낸 시집이다. 1980년 계간《창작과비평》 봄호가 서남동, 송건호, 강만길, 백낙청의 좌담을 마련했다가 계엄사 검열단에 의해 전문 삭제되어 발행된 데 이어 그해 4월 양성우 시집 《북치는 앉은뱅이》는 판금됐고, 급기야 7월말 《창작과비평》은 신군부에 의해 강제 폐간되고 만다. 그러자 시인들의 발표지면이 갑자기 줄어들게 된 상황을 타개하려고 창작과비평사는 신작시집을 기획한다. 첫 책은 13인 신작시집으로 1981년에 나온 《우리들의 그리움은》이며, 두 번째 책은 21인 신작시집으로 1982년에 나온 《꺼지지 않는 횃불로》이다. 《마침내 시인이여》는 이 기획의 세 번째 시집이다.
시집에 수록된 시인은 고은, 조태일, 김지하, 양성우, 정희성, 이동순, 허형만, 김영석, 송기원, 하종오, 이영진, 김정환, 나해철, 김용택, 김용락, 김희수, 이은봉이다.